# Incidente del golfo de Omán de junio de 2019
La  segunda tensión en el estrecho de Ormuz se inició el 13 de junio de 2019, dos petroleros fueron atacados cerca del Estrecho de Ormuz mientras atravesaban el Golfo de Omán. Los japoneses Kokuka Courageous y Norwegian Front Altair fueron atacados, supuestamente con minas lapa u objetos voladores, sufriendo daños de fuego. El personal militar estadounidense e iraní respondió y rescató a los miembros de la tripulación. Los ataques tuvieron lugar un mes después de un incidente similar en el Golfo de Omán y el mismo día en que el Líder Supremo de Irán, Ali Khamenei, se reunió con el primer ministro japonés, Shinzō Abe, en Irán. Abe actuaba como intermediario entre el presidente estadounidense Donald Trump y Khamenei.
En medio de una mayor tensión entre Irán y Estados Unidos, Estados Unidos culpó a Irán por los ataques. Arabia Saudita y el Reino Unido apoyaron la acusación de los Estados Unidos. Alemania ha declarado que hay "pruebas sólidas" de que Irán fue responsable de los ataques, mientras que Japón ha pedido más pruebas de la culpabilidad de Irán. Irán negó la acusación y culpó a Estados Unidos por difundir desinformación y belicismo. En respuesta al incidente, Estados Unidos anunció el 17 de junio el despliegue de 1,000 tropas adicionales en el Medio Oriente.

## Antecedentes
El incidente ocurrió cuando las tensiones eran altas entre Irán, Estados Unidos y Arabia Saudita. El 8 de mayo de 2018, Estados Unidos se retiró del Plan de Acción Integral Conjunto con Irán, restableció las sanciones contra su programa nuclear y comenzó una "campaña de máxima presión" sobre Irán. En respuesta, Irán amenazó con cerrar el Estrecho de Ormuz al transporte marítimo internacional, lo que podría tener un efecto marcado en el mercado petrolero mundial.  El estrecho es un punto de estrangulamiento a través del cual se transportan aproximadamente 17.2 millones de barriles por día, casi el 20 por ciento del consumo mundial de petróleo. La producción de petróleo de Irán ha alcanzado un mínimo histórico como resultado de las sanciones; sin embargo, Arabia Saudita mantuvo los suministros, dejando los precios razonablemente estables. Según la BBC, las sanciones de EE. UU. Contra Irán "han llevado a una fuerte desaceleración de la economía iraní, elevando el valor de su moneda a mínimos históricos, cuadruplicando su tasa de inflación anual, ahuyentando a los inversores extranjeros y provocando protestas". El presidente Donald Trump se ofreció a mantener conversaciones con Irán sobre su programa nuclear y dijo que estaba dispuesto a llegar a un acuerdo para eliminar las sanciones y ayudar a reparar su economía. Sin embargo, no descartó la posibilidad de un conflicto militar con Irán. Irán declaró que Estados Unidos debe volver primero al acuerdo nuclear antes de comenzar cualquier nueva negociación.
Durante la guerra entre Irán e Irak, Irak comenzó una "Guerra de petroleros" en el Golfo Pérsico en 1981. Irán comenzó a contraatacar en 1984 cuando Irak incrementó sus ataques contra los petroleros iraníes. En 1987, los Estados Unidos lanzaron la Operación Earnest para proteger a los petroleros kuwaitíes contra los ataques iraníes. El 5 de mayo de 2019, el Asesor de Seguridad Nacional John R. Bolton anunció que Estados Unidos estaba desplegando el grupo de ataque USS Abraham Lincoln y cuatro bombarderos B-52 a Medio Oriente para "enviar un mensaje claro e inequívoco" a Irán luego de informes de inteligencia. de un complot iraní para atacar a las fuerzas estadounidenses en la región. El 10 de mayo de 2019, el Pentágono anunció el despliegue del USS Arlington y una batería de misiles Patriot para unirse a sus fuerzas militares en la región del Golfo de Omán.
El incidente del Golfo de Omán de junio de 2019 ocurrió aproximadamente un mes después del incidente del Golfo de Omán de mayo de 2019, después de lo cual una investigación internacional concluyó que cuatro petroleros de Noruega, Arabia Saudita y los Emiratos Árabes Unidos habían sido atacados a través de una operación sofisticada que colocaba la lapa minas perpetradas por un "actor estatal". La inteligencia estadounidense culpó de los ataques a Irán, que aumentaron las tensiones.
Los dos petroleros dañados en este incidente fueron Front Altair, propiedad de una compañía noruega y Kokuka Courageous, con sede en Japón. Los petroleros transportaban productos petrolíferos de Arabia Saudita, Catar y los Emiratos Árabes Unidos. El frente Altair transportaba nafta de la Compañía Nacional de Petróleo de Abu Dhabi (ADNOC) y viajaba desde Ruwais en los Emiratos Árabes Unidos a Taiwán. Kokuka Courageous llevaba metanol desde Jubail, Arabia Saudita y Mesaieed, Catar y se dirigía a Singapur. 
El incidente ocurrió durante una visita diplomática de dos días del primer ministro de Japón, Shinzō Abe, a Irán. Abe llevaba una nota de Donald Trump al Líder Supremo de Irán, el ayatolá Ali Khamenei, quien rechazó el intercambio de mensajes con Trump, diciendo que "no veo a Trump como digno de ningún intercambio de mensajes y no tengo ninguna respuesta para él, ahora o en el futuro ". Según el Ministerio de Economía, Comercio e Industria de Japón, los barcos objetivo llevaban carga "relacionada con Japón".

## El incidente
El 13 de junio de 2019, Front Altair y Kokuka Courageous transitaron el Golfo de Omán en dirección al sureste en aguas internacionales. Según la Marina de los Estados Unidos, se recibió una llamada de socorro del Frente Altair a las 03:12 GMT (06:12 hora local) después de una explosión. Ocho minutos más tarde, un avión no tripulado Reaper de Estados Unidos MQ-9 llegó al sitio de Front Altair, observando el barco en llamas. Según un oficial de Estados Unidos, los aviones iraníes fueron observados por el avión no tripulado estadounidense para acercarse a los dos buques mercantes. Según las fuerzas armadas de los EE. UU., a las 03:45 GMT (06:45 hora local), se disparó un misil tierra-aire SA-7 modificado contra el avión no tripulado estadounidense, perdiendo su objetivo. Posterior al incidente con el avión no tripulado, se produjo una explosión en Kokuka Courageous. Según la Marina de los Estados Unidos, se recibió una llamada de socorro de Kokuka Courageous a las 04:00 GMT (07:00 hora local). CPC Corporation, que estaba contratando a Front Altair, informó que podría haber sido golpeado por un torpedo alrededor de las 04:00 GMT del 13 de junio. El casco de Kokuka Valiente se rompió por encima de la línea de flotación en el costado de estribor.
Ambos barcos se incendiaron, pero Frontline y Kokuka Sangyo (afiliados a Mitsubishi Gas Chemical Company), los respectivos propietarios de los dos buques, informaron que todos los miembros de la tripulación de ambos barcos habían sido evacuados con éxito. La Agencia de Noticias Iraní (IRNA) informó inicialmente que el Frente Altair se había hundido, pero un portavoz de Frontline negó la declaración. Otros informes sugirieron que los ataques pueden haber involucrado minas de lapa. Irán informó que había rescatado a los 44 tripulantes de ambos buques y los había llevado a Irán.  Sin embargo, la Marina de los Estados Unidos respondió para ayudar a ambas embarcaciones después del ataque e informó que había rescatado a algunos miembros de la tripulación. Los oficiales estadounidenses dijeron que el destructor de misiles guiados USS Bainbridge rescató a 21 miembros de la tripulación de un remolcador que los había rescatado del petrolero Kokuka Valiente.
Un barco holandés en ruta a Dubái rescató a 21 personas, en su mayoría filipinos, de Kokuka Courageous. Esto fue confirmado por la compañía naviera holandesa Acta Marine. Los 23 tripulantes de Front Altair fueron rescatados por primera vez por un barco surcoreano cercano, Hyundai Dubai. La Compañía de la Marina Hyundai Merchant de Corea del Sur confirmó el rescate y dijo que el barco entregó posteriormente a los tripulantes rescatados a un bote de rescate iraní. Según informes de inteligencia de los Estados Unidos, poco después de que las tripulaciones fueran evacuadas, barcos militares iraníes rodearon a los barcos de rescate y les dijeron que entregaran a los marineros bajo su custodia. Uno de los barcos de rescate civil finalmente cumplió con esta solicitud. La tripulación de 23 personas del Frente Altair de Frontline fue trasladada a un buque de la marina iraní y desembarcada en un puerto local iraní, que luego fue transferida a Bandar Abbas. Ninguno de los petroleros se hundió en el ataque, a pesar del daño significativo. La Marina de los Estados Unidos más tarde envió a otro destructor, USS Mason, a la ubicación del incidente.

## Responsabilidades
El secretario de Estado estadounidense, Mike Pompeo, dijo el día del incidente que Irán fue responsable del ataque. Basó esta evaluación en "la inteligencia, las armas utilizadas, la experiencia necesaria" y "los recientes ataques iraníes similares en el transporte marítimo". The New York Times informó que los expertos creen que Irán llevaría a cabo un ataque de ese tipo para devolverle el golpe a los Estados Unidos y mantener la ambigüedad suficiente para evitar un contraataque directo. El gobierno iraní, en respuesta, negó toda responsabilidad y criticó la acusación.  El secretario interino de Defensa de los Estados Unidos, Patrick Shanahan, comentó que los Estados Unidos querían "crear un consenso internacional para este problema internacional", en parte mediante la desclasificación y la divulgación de inteligencia.
El 13 de junio, el ejército de EE. UU. Lanzó un video que, según dijo, muestra a miembros de la Guardia Revolucionaria Iraní retirando una mina sin explotar del lado de Kokuka Courageous a las 4.10 p. m. hora local. La lancha patrullera que se muestra en el video coincide con el modelo y las dimensiones de las lanchas patrulleras utilizadas por la Armada del Cuerpo de la Guardia Revolucionaria Islámica, con un patrón de galón idéntico, consola central y cañón antiaéreo. Irán dijo que las acusaciones de Estados Unidos de que atacaron a los barcos carecían de base.
El 14 de junio, el jefe de la compañía propietaria de Kokuka Courageous, Yutaka Katada, declaró que los miembros de la tripulación "están diciendo que fueron alcanzados por un objeto volador. Lo vieron con sus propios ojos". Luego , "algunos tripulantes presenciaron un segundo disparo". Dijo que creía que el incidente no podría haber sido un ataque de torpedo, porque la nave fue golpeada por encima de la línea de flotación y que era más probable que creyera que una bala penetrante la golpeara que una mina. Aclaró que esto era "solo una suposición o una conjetura". También el 14 de junio, la Agencia de Noticias de Tasnim informó que el director del puerto de la provincia de Hormozgan declaró que las investigaciones iniciales indicaron que los incendios se desataron debido a razones técnicas y que no hay pruebas de que un objeto externo afectara a ninguno de los buques.
La misión de las Naciones Unidas de Irán emitió una declaración en la que pidió a Estados Unidos y sus aliados regionales que "pongan fin a las tramas maliciosas y las operaciones de bandera falsa en la región". El analista François Heisbourg declaró que "hay una gran cantidad de sospecha en Europa sobre los motivos estadounidenses. El medio marítimo es especialmente susceptible a la manipulación, recuerde el Golfo de Tonkin ". El analista Anthony Cordesman planteó" la posibilidad de que ISIS (Daesh) haya llevado a cabo el ataque como disparador para convertir a dos enemigos: el "Estados Unidos e Irán, uno contra el otro. O estás viendo a Arabia Saudita y los Emiratos Árabes Unidos crear un incidente que luego podrían usar para aumentar la presión sobre Irán". El 17 de junio, el Pentágono lanzó nuevas imágenes que, según él, fueron tomadas desde un helicóptero de vigilancia de la Armada MH-60R a raíz de un supuesto ataque iraní contra petroleros en el Golfo de Omán. Al parecer, nuevamente mostraron a miembros del IRGC que retiraban una mina de laca sin explotar.